# Moord op Osman Köse
De moord op Osman Köse was een aanslag op een Turkse diplomaat in Erbil, Irak.
Woensdag 17 juli 2019 werd in Erbil tegenover het Divan Hotel gelegen Huqqabaz restaurant van de Empire Business Towers een aanslag gepleegd. De Turkse diplomaat Osman Köse en de Koerdische Irakezen Neriman Osman en Beşdar Ramazan verloren daarbij hun leven. Köse was de eerste diplomaat in functie die vermoord werd sinds 1994.
De gearresteerde hoofdverdachte Mazlum Dağ, geboren in 1992, is de broer van Halkların Demokratik Partisi (HDP)-parlementslid Dersim Dağ uit Diyarbakır. Medeverdachte Muhammet Bisiksız werd gearresteerd vanwege medeplichtigheid. Mazlum  Dağ passeerde in 2015 de grenspost Habur om deel te nemen aan de op de NAVO en EU-terreurlijst opgenomen PKK. Twee andere broers; İbrahim Dağ codenaam Isyan en Lütfi Dağ codenaam Numan maken ook deel uit van de PKK.

## Verloop
Woensdag 17 juli 2019 kwamen rond 11:30 lokale tijd drie individuen in een Toyota Yaris aan bij het Huqqabaz restaurant in Erbil waar de Turkse diplomaat een maaltijd nuttigde. Na kort de omgeving verkend te hebben vertrokken de verdachten om een half uur later terug te keren. Na terugkomst betraden zij het restaurant, waarvan er een naast de diplomaat ging zitten en de andere twee op een verdere afstand. Zij bestelden water, thee en koffie. De diplomaat stond op om de rekening te betalen toen een van de aanslagplegers een pistool met geluiddemper tevoorschijn haalde en daarmee de diplomaat in het hoofd schoot. De gezant overleed ter plekke. De Koerdische Irakezen Neriman Osman en Beşdar Ramazan werden gedood door een tweede aanslagpleger, die ook een gedempt pistool droeg. De Koerdistan Regionale Overheid (KRG) beschouwt de aanslag als een terroristische aanslag met voorbedachten rade.